# Micvé

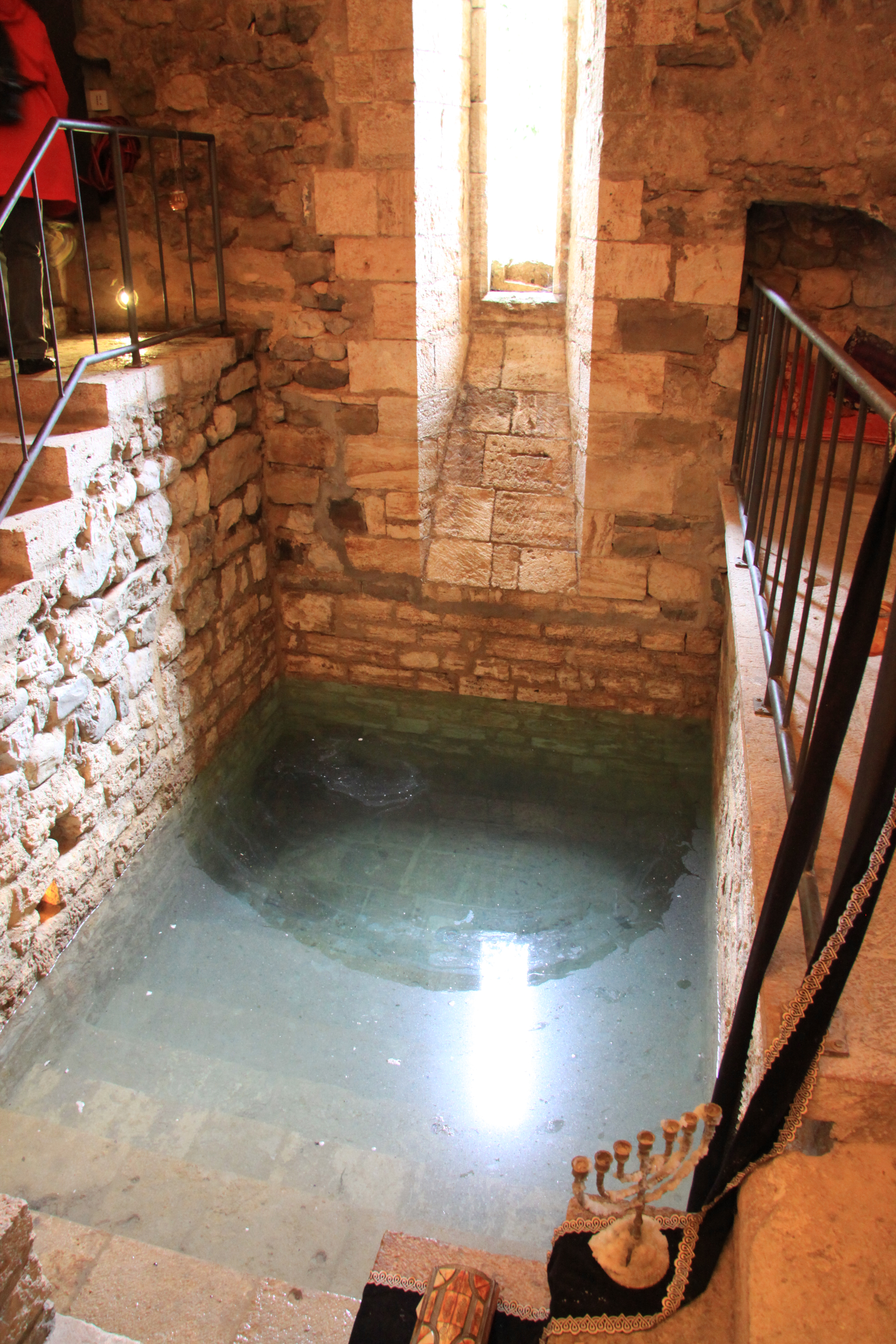
Micvé de la sinagoga de Besalú

El micvé és la cambra i annexos on es practica un bany ritual utilitzat per a la purificació de persones en els rituals del judaisme. El bany es du a terme dins d'un contenidor d'aigua o banyera on una persona pugui submergir-se completament. La persona ha d'estar preparada per a l'acte de purificació: prèviament s'ha d'haver rentat i pentinat per tal que l'aigua la impregni del tot; aquesta acció es repeteix tres vegades. El bany de purificació és considerat un acte molt important en la conversió al judaisme i molt especialment en el judaisme ortodox. El micvé no pot estar ple amb aigua estancada, cal que sigui aigua corrent.
Pot ser usat tant per homes com per dones, avui en dia només les dones conserven l'obligació d'utilitzar el Micvé en forma ritual set dies després de la culminació de cada cicle menstrual. Alguns homes acostumen a fer servir el Micvé només a la vigília de Yom Kippur o dia del Perdó, mentre que entre els jueus hassídics el practiquen cada dia. La dona jueva es purifica després de la menstruació, abans i després dels parts i també quan es casa. Els homes religiosos se solen purificar el divendres just abans de la posta de sol, abans d'iniciar el sàbat o dia dedicat a Déu.